# Yasuoka
Yasuoka (泰阜村, Yasuoka-mura) est un village du district de Shimoina, dans la préfecture de Nagano, au Japon.

## Géographie

### Situation
Le village de Yasuoka est situé dans le sud de la préfecture de Nagano, au Japon. Il s'étend sur environ 11 km du nord au sud sur la rive gauche du fleuve Tenryū qui forme sa limite ouest.
Quelque 86 % de la superficie du village sont recouverts de forêts.

### Démographie
Au 1er mars 2016, la population de Yasuoka s'élevait à 1 732 habitants répartis sur une superficie de 64,54 km2.

### Municipalités voisines
| Shimojō        | Iida    | Iida |
| Shimojō / Anan | Yasuoka | Iida |
| Anan           | Tenryu  | Iida |

## Histoire
En 1875, dix-sept villages de la province de Shinano sont fusionnés pour former le village de Yasuoka. En 1879, ce dernier est intégré au district de Shimoina dans la préfecture de Nagano. Il est officiellement reconnu en 1889 au cours de la mise en place du nouveau système d'administration des municipalités élaboré par le gouvernement de Meiji.

## Symboles municipaux
L'arbre symbole de la municipalité de Yasuoka est le pin blanc du Japon, sa fleur symbole l'érythrone du Japon et son oiseau symbole le Faisan scintillant.